# Valenciennea bella
Valenciennea bella es una especie de peces de la familia de los Gobiidae en el orden de los Perciformes.

## Morfología
Los machos pueden llegar a alcanzar los 6,9 cm de longitud total.

## Alimentación
Come invertebrados pequeños, en particular copépodos.

## Hábitat
Es un pez de Mar y, de clima tropical y demersal que vive entre 12-32 m de profundidad.

## Distribución geográfica
Se encuentra en Okinawa (el Japón) y Filipinas.

## Observaciones
Es inofensivo para los humanos.